# Bút bi

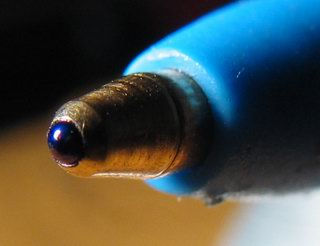
Đầu bút bi với viên bi lăn dẫn mực

Bút bi (tiếng Pháp: bille), hay còn gọi là bút Bic (theo tên một công ty của Pháp, chuyên sản xuất bút là Société Bic), là một công cụ dùng để viết rất phổ biến ngày nay. Bút bi có chứa một ống mực đặc, khi viết, mực được in lên giấy nhờ chuyển động lăn của một viên bi nhỏ, với đường kính khoảng từ 0.3 đến 1.2mm gắn nơi đầu ống chứa mực. Kim loại dùng cho đầu bi thường là thép, đồng thau, hoặc tungsten carbide. Nó được hình thành và phát triển như là một giải pháp dùng để viết  một cách sạch sẽ hơn bút chấm mực và bút máy, và bây giờ nó đang là dụng cụ dùng để viết phổ biến nhất thế giới với hàng triệu sản phẩm được bán ra mỗi ngày. Kết quả là bút bi đã ảnh hưởng đến nghệ thuật và thiết kế đồ hoạ và sinh ra một thể loại nghệ thuật vẽ bằng bút bi.
Bic Cristal là loại bút bi dùng một lần phổ biến, có thiết kế được công nhận trong bộ sưu tập vĩnh viễn của Bảo tàng Nghệ thuật Hiện đại, New York.

## Lịch sử

### Khởi đầu
Khái niệm sử dụng một hòn bi trong một dụng cụ viết như một phương pháp áp dụng mực in vào giấy đã tồn tại từ cuối thế kỷ XIX. Trong những phát minh này, mực được đặt trong một ống mỏng, ở đầu bị chặn bởi một bi nhỏ, được đặt để nó không thể trượt vào trong ống hoặc rơi ra khỏi bút.
Bằng sáng chế đầu tiên cho một cây bút bi được công nhận vào ngày 30 tháng 10 năm 1888 với tác giả là John J. Loud, người đã tạo ra một công cụ viết có thể viết "trên bề mặt thô, chẳng hạn như gỗ, giấy gói thô và các sản phẩm khác " mà những chiếc bút thông thường không thể làm được. Bút của Loud có một bi thép nhỏ, được giữ chặt bằng khung thép. Mặc dù nó có thể được sử dụng để đánh dấu trên các bề mặt thô như da, nhưng nó quá thô để có thể viết chữ. Do không được thương mại hóa, tiềm năng bút của Loud đã không được khai thác và bằng sáng chế cuối cùng đã hết thời hạn bản quyền.
Việc sản xuất các bút bi rẻ tiền, đáng tin cậy như bây giờ đã xuất phát từ các thử nghiệm, phát triển của hóa học hiện đại và khả năng sản xuất chính xác vào đầu thế kỷ 20. Các bằng sáng chế được đăng ký trên toàn thế giới trong quá trình phát triển sơ khai của bút bi là những bằng chứng cho những nỗ lực thành công trong việc làm cho những chiếc bút bi trở nên hiệu quả về mặt thương mại và được dùng phổ biến. Các bút bi ban đầu cung cấp mực không đều; tràn mực và tắc mực là một trong những trở ngại mà các nhà phát minh phải xử lý để phát triển bút bi. Nếu khe bi quá chặt, hoặc mực quá đặc, mực sẽ không chạm tới giấy. Nếu khe bi quá lỏng, hoặc mực quá loãng, bút sẽ bị rỉ mực hoặc mực sẽ nhòe. Các ống chứa mực nén đã trải qua các phương pháp dùng áp lực bằng piston, lò xo, mao dẫn, và lực hấp dẫn như là những giải pháp cho các vấn đề phân phối và điều chỉnh lưu lượng mực.
László Bíró, một biên tập viên tờ báo người Hungary (sau này nhập quốc tịch Argentina) thất vọng vì thời gian lãng phí đổ đầy bút máy và làm sạch các trang bị nhòe, đã để ý rằng, loại mực dùng để in báo rất nhanh khô, nhờ đó giấy không bị mực làm bẩn và ông quyết định tạo ra một loại bút sử dụng loại mực giống như vậy. Bíró đã tranh thủ sự giúp đỡ của anh trai Győrgy, một nha sĩ có kiến thức hữu ích về hóa học, để phát triển công thức mực nhớt cho các thiết kế bút bi mới.
Cải tiến của Bíró đã kết hợp thành công độ nhớt của mực với cơ chế hốc bi hoạt động tương thích để ngăn mực khô bên trong bình chứa đồng thời cho phép dòng chảy mực có thể kiểm soát được.  Bíró đã nộp bằng sáng chế này tại Anh vào ngày 15 tháng 6 năm 1938.
Năm 1941, anh em nhà Bíró và một người bạn, Juan Jorge Meyne, trốn khỏi Đức và chuyển đến Argentina, nơi họ thành lập "Bíró Pens of Argentina" và nộp bằng sáng chế mới vào năm 1943.  Cây bút của họ đã được bán ở Argentina với tên gọi "Birome" từ tên Bíró và Meyne, đó là cách mà bút bi vẫn được biết đến ở quốc gia đó.  Thiết kế mới này đã được cấp phép bởi người Anh, mà đã sản xuất bút bi cho phi hành đoàn RAF với tên gọi "Biro". Bút bi này được cho là linh hoạt hơn bút máy, đặc biệt là ở độ cao trên máy bay, nơi bút máy dễ bị chảy mực.
Bằng sáng chế của Bíró, và các bằng sáng chế ban đầu khác về bút bi, thường sử dụng thuật ngữ "bút máy bi" -  "ball-point fountain pen".   

### Phát triển sau chiến tranh

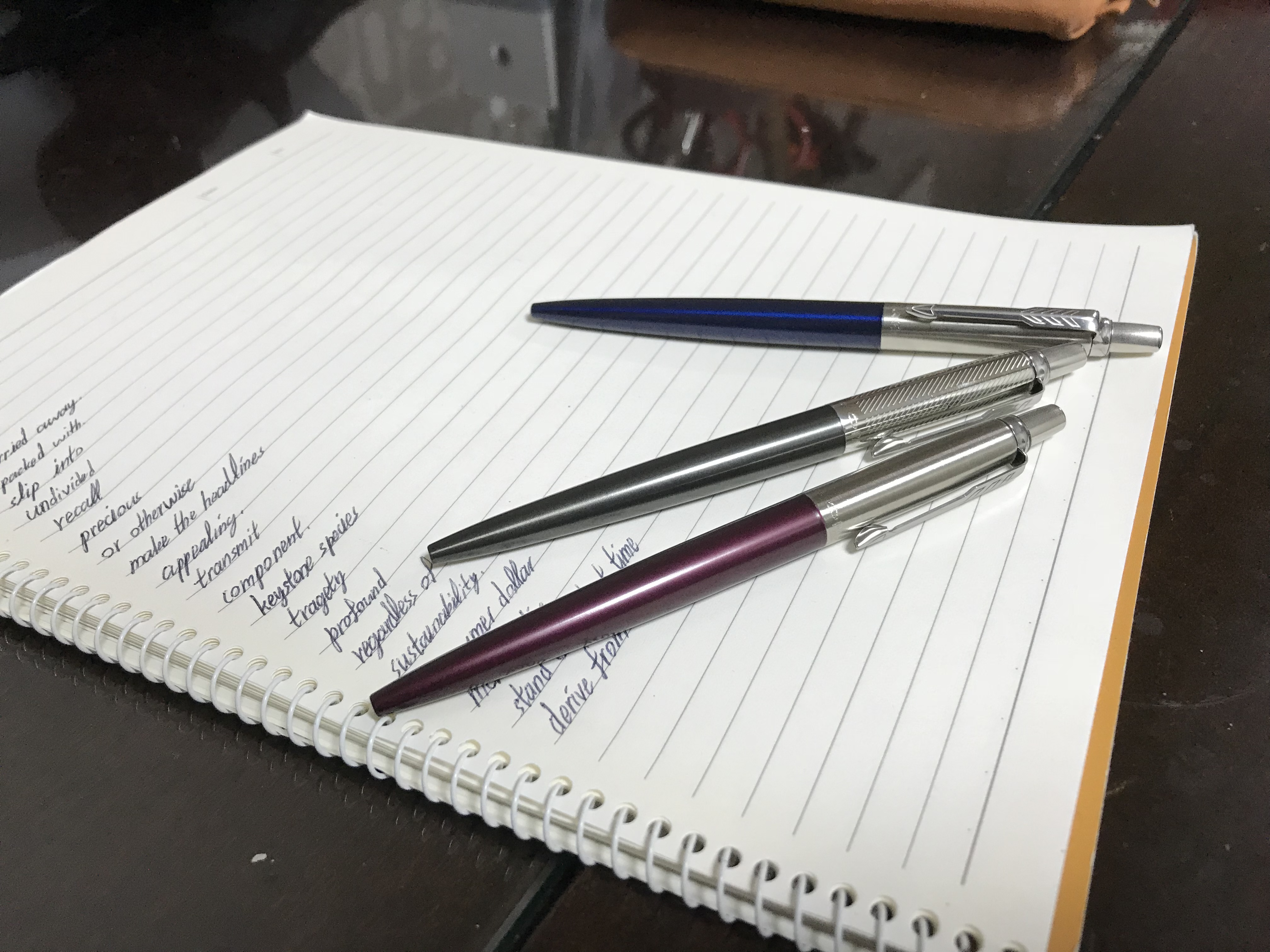
Parker Jotters 2018 tương tự như phiên bản lần đầu tiên ra mắt vào năm 1954

Sau Thế chiến II, nhiều công ty đã cố gắng để sản xuất ra thiết kế bút bi của mình. Trong thời kỳ hậu chiến tranh Argentina, thành công của bút Birome rất hạn chế, nhưng vào giữa năm 1945, Công ty Eversharp, nhà sản xuất bút chì cơ khí, đã hợp tác với Eberhard Faber Co. để cấp phép cho Birome bán hàng tại Hoa Kỳ.
Vào khoảng thời gian này, một nhà kinh doanh người Mỹ tên là Milton Reynolds thấy một chiếc bút bi Bíró được trưng bày tại Buenos Aires. Ông mua vài mẫu bút rồi quay về Hoa Kỳ rồi thành lập Công ty Reynolds International Pen để sản xuất bút với nhãn hiệu là Reynolds Rocket. Reynolds bỏ qua bằng phát minh bút Biro với hàng loạt cải tiến về thiết kế để có được bằng phát minh cho riêng ông tại Mỹ. Cuối năm 1945, công ty này chiếm lĩnh thị trường Hoa Kỳ trước Eversharp và các công ty cạnh tranh khác. Ngày 29 tháng 10 năm 1945, chiếc bút bi đầu tiên được bán tại khu trưng bày Gimbel, New York với giá mỗi chiếc là 12,50 đôla Mỹ thời đó (bằng khoảng 130 đôla Mỹ ngày nay). Reynolds Rocket trở thành loại bút bi thành công đầu tiên về mặt thương mại. Reynolds đã nỗ lực rất nhiều để bán bút bi, với thành công lớn; Gimbel đã bán được hàng ngàn chiếc bút bi trong vòng một tuần. Tại Anh, công ty bút Miles Martin đã sản xuất bút bi thành công thương mại đầu tiên vào cuối năm 1945.
Bút bi của Reynolds và của Eversharp đã không đáp ứng được kỳ vọng của người tiêu dùng ở Mỹ. Doanh số bán bút đạt đỉnh điểm vào năm 1946, và sự quan tâm của người tiêu dùng sau đó đã giảm xuống do thị trường đã bão hòa. Vào đầu những năm 1950, cơn bão bút bi đã giảm sút và công ty của Reynolds phải đóng cửa.
Bút bi Paper Mate, một trong số những thương hiệu nổi tiếng của những năm 1950, đã mua bản quyền phân phối bút bi của mình ở Canada. Đối mặt với sự lo lắng về độ tin cậy của mực, Paper Mate đã đi tiên phong trong công thức mực in mới và quảng cáo chúng như là "sản phẩm được các chủ ngân hàng chấp thuận". Năm 1954, Parker Pens tung ra sản phẩm The Jotter— sản phẩm bút bi đầu tiên của công ty với các tính năng phụ trội và công nghệ hiện đại như sử dụng tungsten carbide làm vật liệu chế tạo khung bi. Trong chưa đầy một năm, Parker đã bán được vài triệu cây bút bi với giá từ ba đến chín đô la Mỹ. Vào thập niên 1960 công ty thua lỗ Eversharp đã phải bán mảng bút bi cho Parker và cuối cùng đóng cửa.
Marcel Bich cũng giới thiệu một loại bút bi vào thị trường Mỹ vào những năm 1950, được cấp phép từ Bíró và dựa trên mẫu thiết kế của Argentina. Bích rút gọn tên của chính ông thành thương hiệu Bic năm 1953, và đây trở thành thương hiệu bút bi được biết đến trên toàn cầu hiện nay. Bút Bic vật lộn trên thị trường cho đến khi công ty đưa ra chiến dịch quảng cáo "Viết lần đầu tiên, cũng như mọi lần!" trong những năm 1960. Sự cạnh tranh trong giai đoạn này khiến cho giá bút bi giảm đáng kể.

## Phân loại

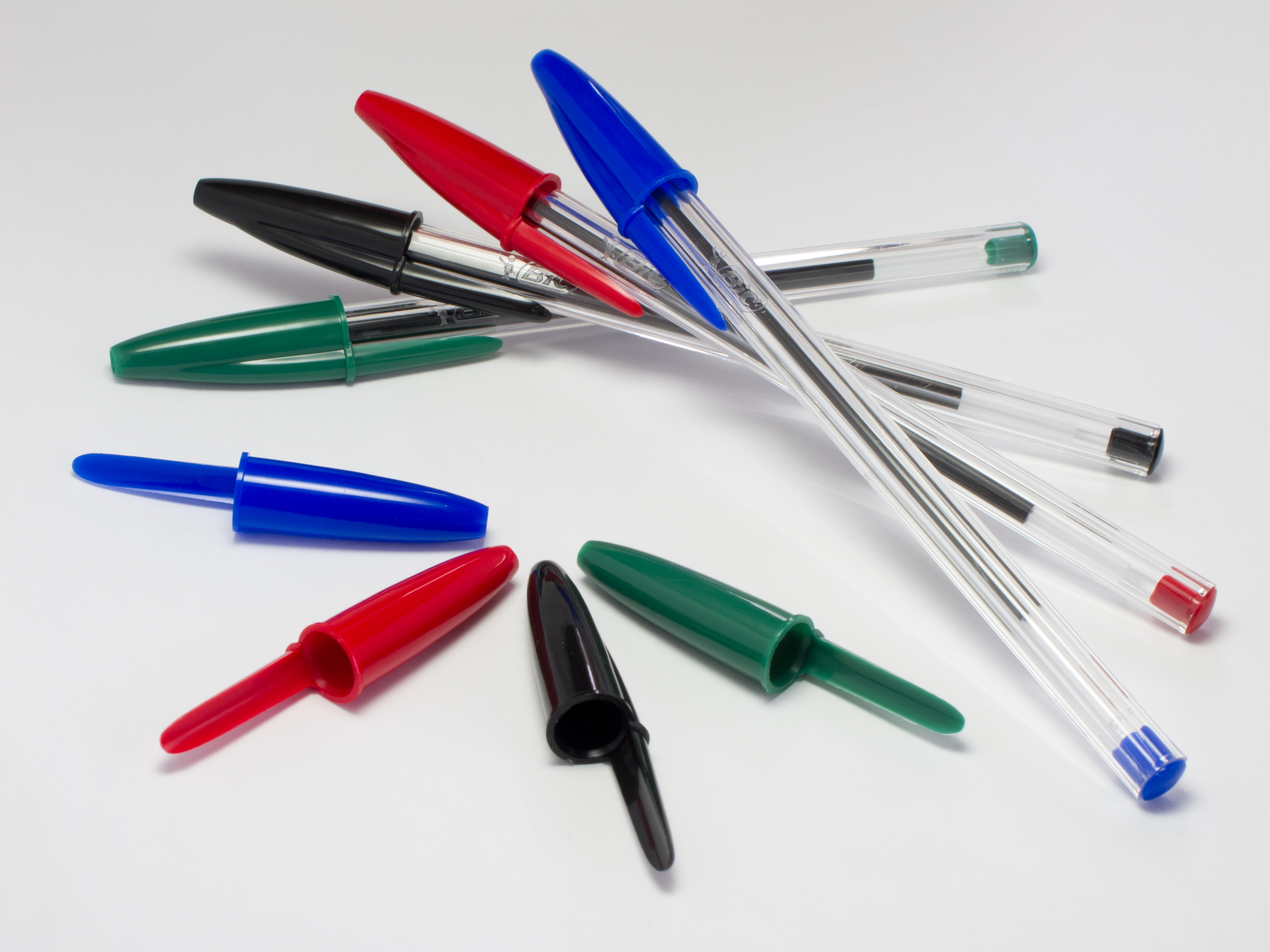
Bút bi Bic Cristal với 4 màu cơ bản.

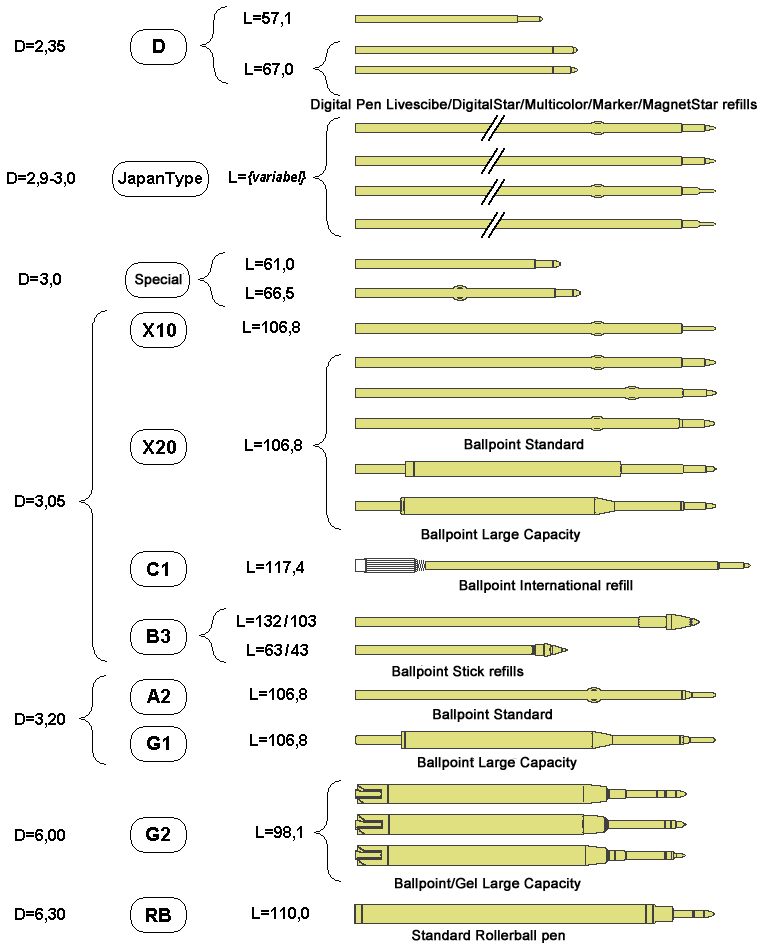
các loại bút bi có thể nạp mực.

Có hai loại bút bi chính: loại dùng một lần và loại có thể nạp lại mực.
Loại dùng một lần chủ yếu được làm từ  nhựa dẻo hay nhựa cứng và bỏ đi khi dùng hết mực. Có thể có nắp bút để bọc đầu bi lại khi không dùng, hoặc dùng cơ chế lò xo để đẩy đầu bi ra.
Loại có thể nạp lại mực thường được làm bằng kim loại hoặc nhựa có chất lượng cao và có giá thành cao hơn. Ống mực và đầu bi của loại nạp lại được gắn liền với nhau. Khi dùng hết mực thì cần phải thay đổi cả ống mực và đầu bi này.
Bút rollerball sử dụng cùng một cấu tạo cơ học như bút bi, nhưng sử dụng các loại mực nước thay vì mực có nguồn gốc từ dầu. So với các bút bi mực dầu, bút rollerball được cho là cung cấp lượng mực chảy nhiều hơn, nhưng mực nước sẽ bị thấm nước nếu giữ nguyên đầu bi không đổi trên bề mặt viết. Các loại mực nước cũng được giữ ẩm lâu hơn khi mới sử dụng và do đó có xu hướng "bôi bẩn" - gây phiền toái cho người thuận tay trái (hoặc người thuận tay phải viết từ phải sang trái - và bị nhòe chữ nếu bề mặt giấy bị ướt).
Do bút bi phụ thuộc vào trọng lực để làm ướt bi bằng mực, hầu hết bút bi không thể dùng để viết ngược chiều trọng lực. Tuy nhiên, công nghệ được Fisher phát triển ở Hoa Kỳ cho phép sản xuất loại bút được gọi là "Bút không gian Fisher]]". Bút không gian kết hợp một loại mực in có độ nhớt cao hơn với một hộp chứa mực in được nén lại đẩy mực tiến về đầu bi. Không giống như các bút bi tiêu chuẩn, phần đuôi cuối của bút này có một bình chứa khí nén được niêm phong, loại bỏ sự bay hơi và rò rỉ khí, do đó cho phép bút viết ngược với trọng lực, trong môi trường không trọng lực, và cả dưới nước. Các phi hành gia đã sử dụng những chiếc bút này trong không gian vũ trụ.
Bút bi với mực in có thể xóa được do công ty bút viết Paper Mate làm ra đầu tiên. Các công thức mực của các bút bi có khả năng xóa được có các tính chất tương tự như xi măng cao su, cho phép mực được lau sạch sẽ khỏi bề mặt giấy trước khi sấy và cuối cùng trở thành vĩnh viễn. Mực có thể xóa đặc hơn nhiều so với các loại mực tiêu chuẩn, đòi hỏi hộp mực phải được nén lại - nghĩa là các loại bút bi này cũng có thể viết ngược với trọng lực. Mặc dù những chiếc bút này có tẩy đi kèm, bất kỳ loại tẩy nào cũng có thể dùng để xóa chữ nó viết ra.
Bút bi rẻ tiền dùng một lần "Bic Cristal" (tên khác bút Bic hoặc Biro) là loại bút bi được bán nhiều nhất trên thế giới. Loại bút bi này là sản phẩm đầu tiên của công ty "Bic" và đến nay vẫn đồng nghĩa với tên công ty. Bút bi "Bic Crystal" là một phần của kho sưu tập bút vĩnh viễn tại Bảo tàng Nghệ thuật Hiện đại ở Thành phố New York, được ghi nhận do kiểu dáng công nghiệp.

## Cấu tạo

### Cấu tạo
Bút bi có cấu tạo 3 phần cơ bản là vỏ, ruột và bộ phận điều chỉnh bút. Vỏ thường được làm bằng chất liệu nhựa tổng hợp, nhẹ và cứng để bảo vệ phần ruột bút bên trong. Vỏ bút có hình trụ thuôn dài thường  từ 14–15 cm; trên thân của vỏ bút có thể đơn giản là in tên nhà sản xuất hoặc cầu kì hơn là in những họa tiết bắt mắt từ dễ thương đến sang trọng để phù hợp với nhiều đối tượng sử dụng khác nhau. Ruột bút bao gồm phần ống mực và đầu bi. Phần ống mực thuôn dài, nhỏ hơn vỏ bút và nằm trọn trong vỏ bút; được làm bằng nhựa dẻo, rỗng bên trong, là nơi để chứa mực. Đầu bi hay ngòi bút được làm bằng kim loại không gỉ.Trên đỉnh của nó là một viên bi cũng làm bằng kim loại. Viên bi này khi viết sẽ giúp cho mực được ra đều hơn. Độ thanh hay đậm của nét bút là do kích thước của viên bi này. Kích thước của viên bi thường từ 0.5 đến 1.0 mm .Bộ phận điều chỉnh của bút để hoàn thiện cây bút có thể là phần bấm và lò xo, ngoài ra còn có thể có nắp, v.v…

### Mực
Mực bút bi thường là một loại bột nhão chứa khoảng 25-40% thuốc nhuộm. Các thuốc nhuộm được đình chỉ trong một dung môi "dầu". Các loại dầu phổ biến nhất là rượu benzyl hoặc phenoxyethanol, trộn với thuốc nhuộm để tạo ra một hỗn hợp mịn có khả năng khô nhanh chóng. Thuốc nhuộm được sử dụng trong bút bi màu xanh và đen là thuốc nhuộm cơ bản dựa trên thuốc nhuộm triarylmethane và axit có nguồn gốc từ các hợp chất diazo hoặc phthalocyanine. Thuốc nhuộm phổ biến trong mực xanh lam (và đen) là xanh Phổ, xanh Victoria, tím methyl, tím pha lê và xanh phthalocyanine. Thuốc nhuộm eosin thường được sử dụng cho mực đỏ.
Các loại mực trên có khả năng chống nước sau khi sấy khô nhưng có thể bị mất màu vì một số dung môi bao gồm acetone và các loại rượu khác nhau.

## Phương tiện nghệ thuật

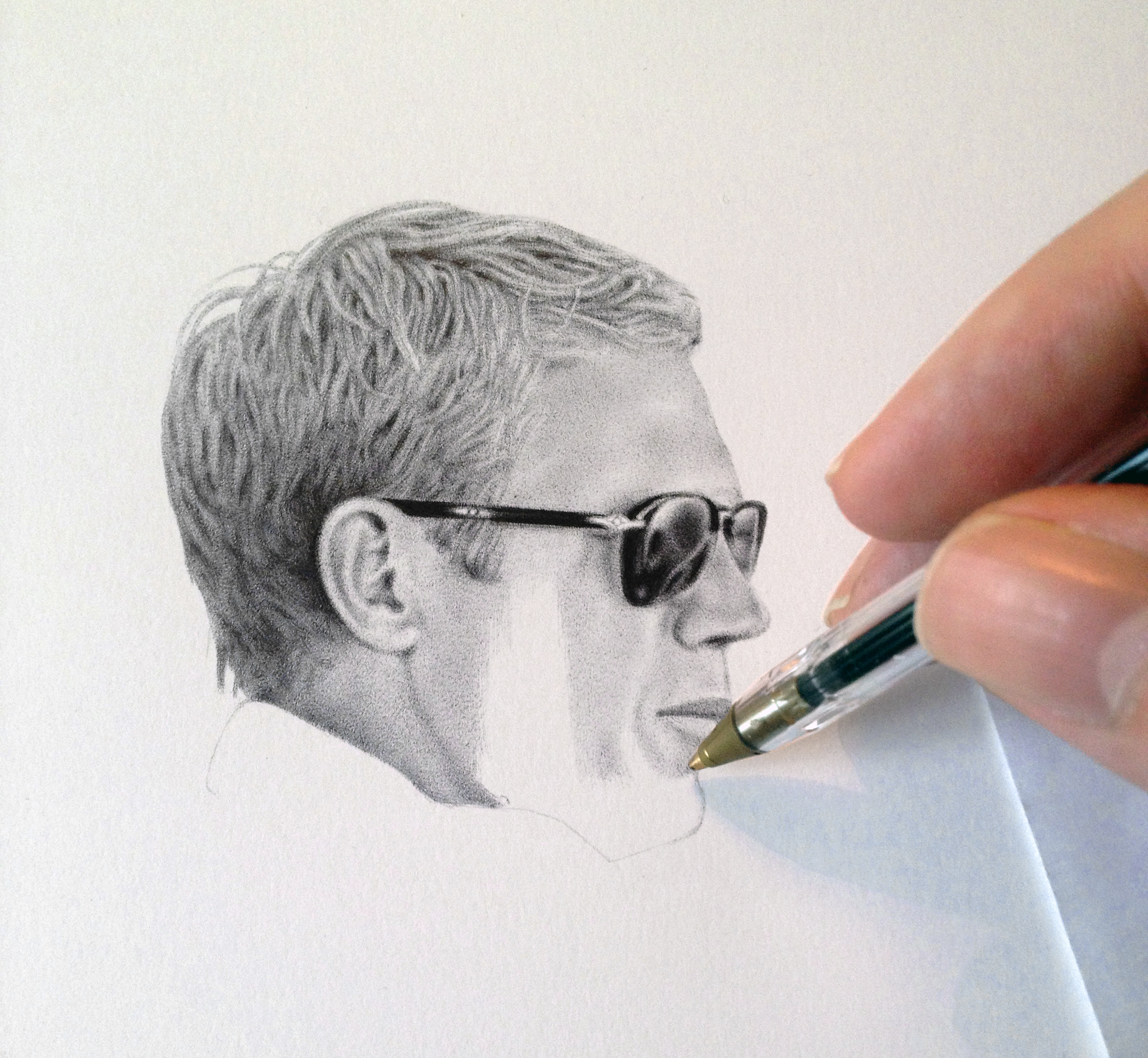
Ví dụ về một hình ảnh vẽ bằng bút bi đang vẽ dở - do nghệ sĩ James Mylne vẽ diễn viên Steve McQueen

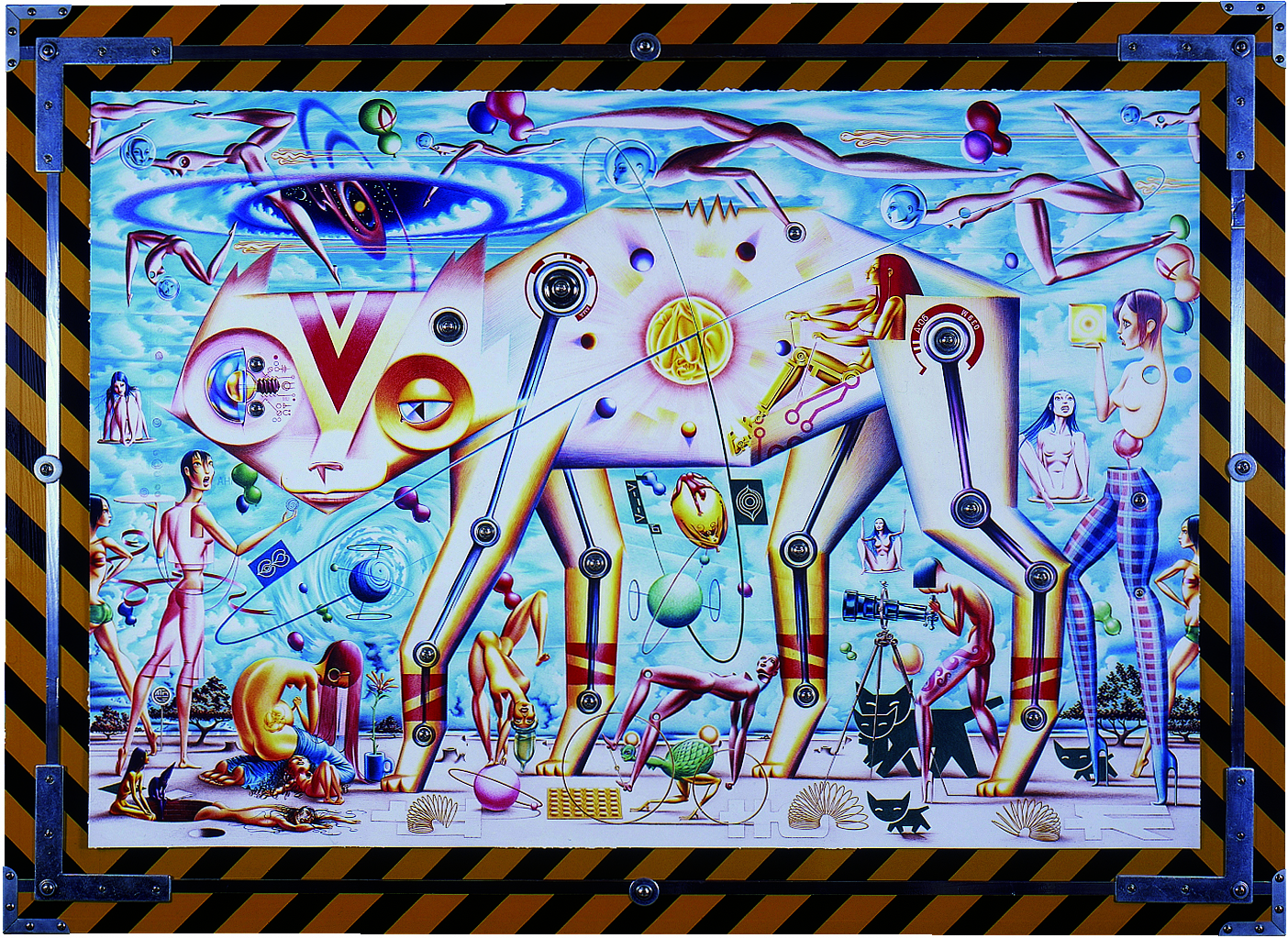
Tranh vẽ bằng bút bi "PENting " của Lennie Mace, Uchuu Neko Parade (2005) làm từ bút bi và phần cứng trên giấy

Bút bi đã được chứng minh là một phương tiện nghệ thuật linh hoạt cho các nghệ sĩ chuyên nghiệp cũng như những người vẽ nguệch ngoạc nghiệp dư.  Chi phí thấp, tính sẵn có và tính di động được các học viên coi là những phẩm chất làm cho công cụ viết thông thường này trở thành một nguồn cung cấp nghệ thuật thay thế, tiện lợi.  Một số nghệ sĩ sử dụng chúng trong các tác phẩm đa phương tiện, trong khi những nghệ sĩ khác chỉ sử dụng chúng như một phương tiện mà họ lựa chọn.
Các hiệu ứng thường không liên quan đến bút bi có thể vẽ được bằng bút bi. Các kỹ thuật dùng bút mực truyền thống như chấm làm dày nét và gạch chéo có thể được sử dụng để tạo ra nửa tông màu hoặc ảo giác về hình thức và khối lượng.  Đối với những nghệ sĩ có sở thích đòi hỏi sự chính xác của đường nét, bút bi là một điểm thu hút hiển nhiên; bút bi cho phép các đường nét không được vẽ hiệu quả nếu sử dụng bút lông. Được áp dụng một cách khéo léo, hình ảnh bút bi vẽ ra đã bị nhầm với tác phẩm nghệ thuật được vẽ bằng bút lông hoặc tác phẩm nhiếp ảnh,  gây ra phản ứng không thể tin nổi mà nghệ sĩ bút bi Lennie Mace gọi là "Yếu tố Wow".
Các nghệ sĩ nổi tiếng của thế kỷ 20 như Andy Warhol, và những người khác, đã sử dụng bút bi ở một mức độ nào đó trong sự nghiệp của họ. Tác phẩm nghệ thuật bằng bút bi tiếp tục thu hút sự quan tâm trong thế kỷ 21, với việc các nghệ sĩ đương đại được công nhận về cách sử dụng bút bi cụ thể của họ; về trình độ kỹ thuật, trí tưởng tượng và sự đổi mới của họ. Nghệ sĩ người Mĩ gốc Hàn Il Lee đã tạo ra các tác phẩm nghệ thuật trừu tượng quy mô lớn, chỉ bằng bút bi từ cuối những năm 1970.  Từ những năm 1980, Lennie Mace tạo ra các tác phẩm nghệ thuật chỉ bằng bút bi, giàu trí tưởng tượng với nhiều nội dung và độ phức tạp khác nhau, được áp dụng cho các bề mặt độc đáo bao gồm gỗ và denim. Nghệ sĩ này đã đặt ra các thuật ngữ như "PENtings" và "Media Graffiti" để mô tả các tác phẩm đa dạng của mình. Gần đây hơn, nghệ sĩ người Anh James Mylne đã tạo ra các tác phẩm nghệ thuật như ảnh thực tế bằng cách sử dụng chủ yếu là bút bi màu đen, đôi khi với màu sắc hỗn hợp tối thiểu.
Sử dụng bút bi để tạo ra các tác phẩm nghệ thuật không phải là không có giới hạn. Tính khả dụng của màu sắc và độ nhạy của mực với ánh sáng là một trong những mối quan tâm của các nghệ sĩ bút bi. Sai lầm gây ra rủi ro lớn hơn cho các nghệ sĩ dùng bút bi; một khi một dòng được vẽ, nó thường không thể bị xóa. Ngoài ra, việc "loang lổ" mực trên bề mặt bản vẽ và "chảy" mực cần phải cân nhắc khi sử dụng bút bi cho mục đích nghệ thuật. Mặc dù cơ chế của bút bi vẫn tương đối thay đổi, nhưng thành phần mực đã phát triển để giải quyết một số vấn đề nhất định trong những năm qua, dẫn đến độ nhạy sáng không thể đoán trước và một số mức độ phai màu.
Ngoài ra, bút bi còn có thể quay nhờ việc thao tác nó bằng ngón tay hay cả bàn tay. Hình thức giải trí này phổ biến từ ít nhất là những năm 1970 cho đến nay, từ trường học, công sở cho đến cả hội nghị, từ thế giới cho đến Việt Nam. Tuy nhiên, thao tác quay bằng bút bi chỉ có thể tạo ra được những kĩ thuật cơ bản, trong bộ môn Quay Bút Nghệ Thuật, bút bi còn được chỉnh sửa, lắp ráp lại từ những cây bút bi ( hoặc bút chì và cả bút lông ) khác để thuận tiện cho thao tác quay hơn.

## Sản xuất

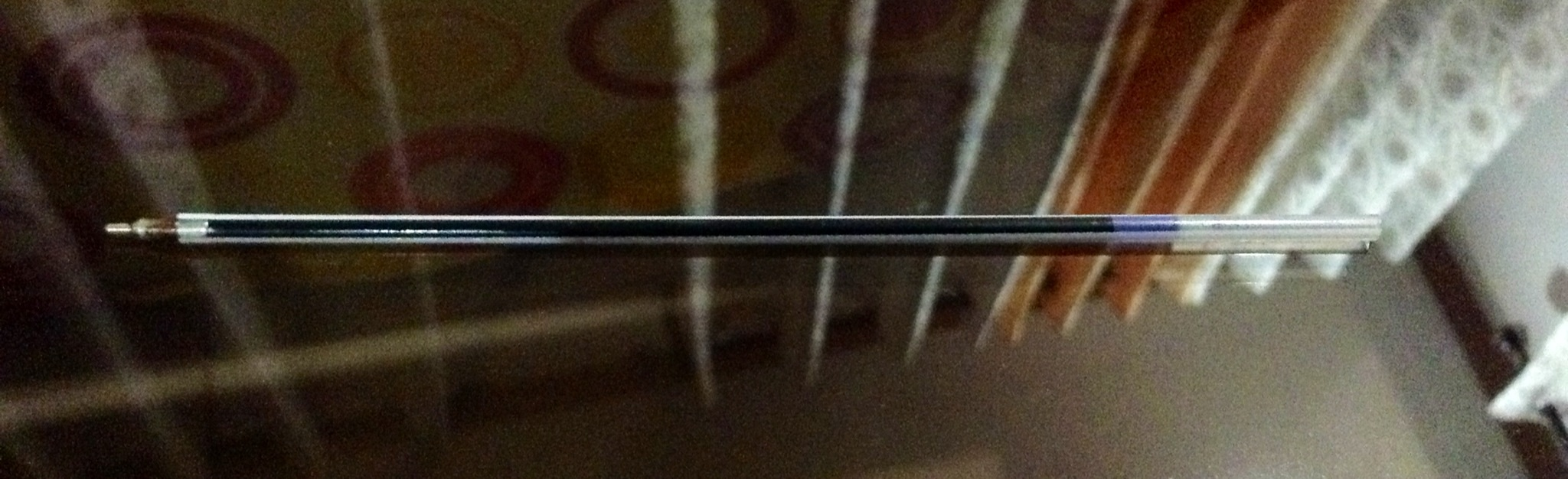
Hộp đựng mực của bút bi dùng một lần

Mặc dù thiết kế và cấu tạo khác nhau giữa các thương hiệu, nhưng các thành phần cơ bản của tất cả các loại bút bi là giống nhau. Các thành phần tiêu chuẩn của đầu bút bi bao gồm bản thân "viên bi" quay tự do (phân phối mực trên bề mặt viết), "ổ bi" giữ bi tại chỗ, "kênh mực" nhỏ cung cấp mực cho bi qua ổ bi, và một "bể chứa mực" khép kín cung cấp mực cho viên bi. Trong các loại bút dùng một lần hiện đại, các ống nhựa hẹp chứa mực, và mực bị trọng lực ép xuống viên bi. Đồng thau, thép hoặc carbide wolfram được sử dụng để sản xuất các điểm giống như ổ bi, sau đó được đặt trong một ổ bi bằng đồng.
Chức năng của các thành phần này có thể được so sánh với đầu bôi bóng của lọ bôi chống côn trùng; cùng một công nghệ nhưng lọ bôi chống côn trùng có quy mô lớn hơn. Đầu bút bi đưa mực đến bề mặt viết đồng thời hoạt động như một "bộ đệm" giữa mực trong ngăn chứa và không khí bên ngoài, ngăn mực nhanh khô bên trong ngăn chứa. Các bút bi hiện đại được cho là có thời hạn sử dụng trung bình trong hai năm.
Đầu bút bi có thể viết thoải mái trong thời gian dài không dễ sản xuất vì nó đòi hỏi máy móc có độ chính xác cao và các tấm hợp kim thép cao cấp mỏng. Tính đến  năm 2017 Trung Quốc sản xuất khoảng 80% số bút bi trên thế giới, dựa vào số lượng đầu bút bi và hợp kim kim loại nhập khẩu trước năm 2017.
Bút bi thông thường là sản phẩm được sản xuất hàng loạt, với các linh kiện rời được sản xuất riêng biệt trên dây chuyền lắp ráp. Các bước cơ bản trong quy trình sản xuất bao gồm sản xuất mực, đúc các thành phần kim loại và nhựa, và lắp ráp thành bút bi. Marcel Bich đã tham gia vào việc phát triển sản xuất bút bi rẻ tiền.